# 肖恩·保罗
尚·保罗·莱恩·弗朗西斯·亨里克斯OD（英語：Order of Distinction，1973年1月9日—），著名的牙买加雷鬼音乐和嘻哈音乐歌手。

## 出生
他1973年出生于牙买加金斯敦，父母都是运动员。祖父是从葡萄牙移民到牙买加的塞法迪犹太裔，祖母是非裔加勒比海群岛人，母亲则有英国和华裔血统。

## 發行
至今已发行五张专辑：
- Stage One (2000年)
- Dutty Rock (2002年)
- The Trinity (2005年)
- Imperial Blaze (2009年)
- Tomahawk Technique (2012年)
- Full Frequency (2014年)
- Scorcha (2022年)